# Beechcraft XA-38 Grizzly
Beechcraft XA-38 Grizzly − прототип американского штурмовика времен Второй Мировой войны компании «Beechcraft», серийно не производился.

## Конструкция

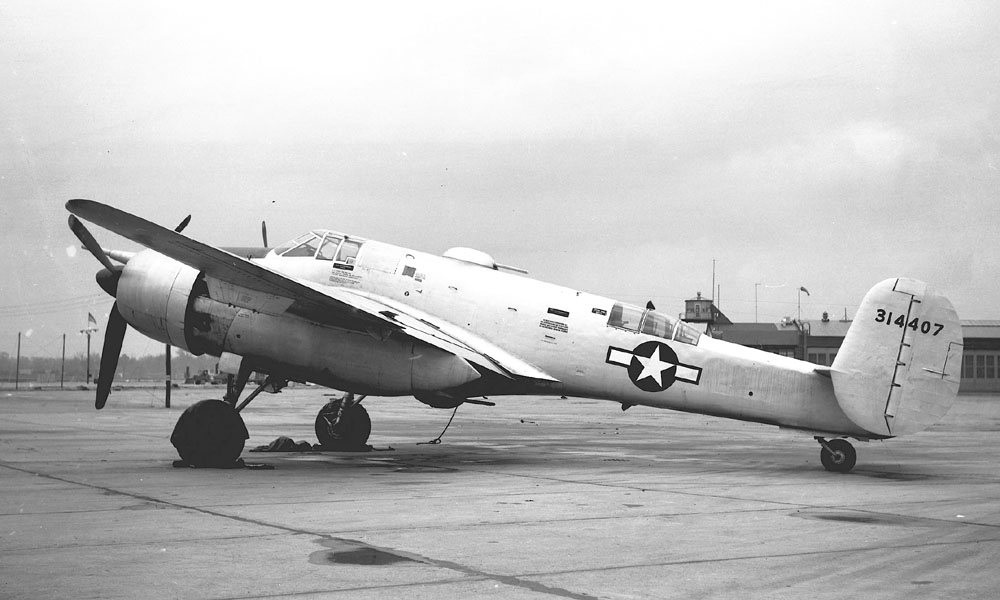
Один из двух прототипов «Grizzly». 1945 год

В декабре 1942 года ВВС США заключили с компанией «Beechcraft» контракт на два прототипа самолёта модели 28. Первоначально модель 28 должен был стать фронтовым бомбардировщиком, но по ходу разработки было принято решение проектировать штурмовик на замену Douglas A-20 Havoc.
Штурмовик должен был поражать бронированные и укреплённые цели, такие как танки и бункеры. Для этого штурмовик оснастили 75-мм пушкой с 20 снарядами, установленной в фиксированном положении на носу, а также двумя пулемётами калибра 0,50 (12,7 мм) M2 Browning, стреляющих вперед.
Оборонительное вооружение состояло из дистанционно управляемых верхних и нижних турелей, каждая из которых была вооружена спаренными пулемётами калибра 0,50 (12,7 мм).

## Испытания
7 мая 1944 года штурмовик «Grizzly» совершил первый полёт. Самолёт показал себя удовлетворительно по всем параметрам и по некоторым параметрам превзошёл ожидания, включая максимальную скорость. Вооружение оказалось вполне эффективным.
Испытания показали, что данный штурмовик не будет готов к предполагаемому вторжению в Японию. К тому же он оснащался двигателями Wright R-3350, уже использовавшимися бомбардировщиками «Boeing B-29 Superfortress». Руководство ВВС США отдало эти двигатели именно B-29, как более приоритетному самолёту. 
Поэтому проект Beechcraft XA-38 Grizzly был закрыт. Произведено было 2 прототипа.

## Технические характеристики
Данные «Plane Facts:The big gun Beech».

### Общие характеристики
- Экипаж: 2
- Длина: 15,77 м
- Размах крыла: 20,52 м
- Высота: 4,72 м
- Площадь крыла: 58,2 м
- Вес пустого: 10 197 кг
- Максимальный взлётный вес: 15 996 кг
- Силовая установка: 2 × Wright R-3350-43, 2300 л. c. (1700 кВт) каждый

### Лётные характеристики
- Максимальная скорость: 600 км/ч
- Диапазон: 2615 км
- Практический потолок: 8800 м
- Скороподъёмность: 13 м/с

### Вооружение
- 1 × 75-мм пушка Т15Е1 (20 снарядов)
- 6 × 50 калибра (12,7 мм) пулемётов М2 Браунинг (2 передних, 2 в подфюзеляжной башне, 2 в верхней башне)